# Holmgång

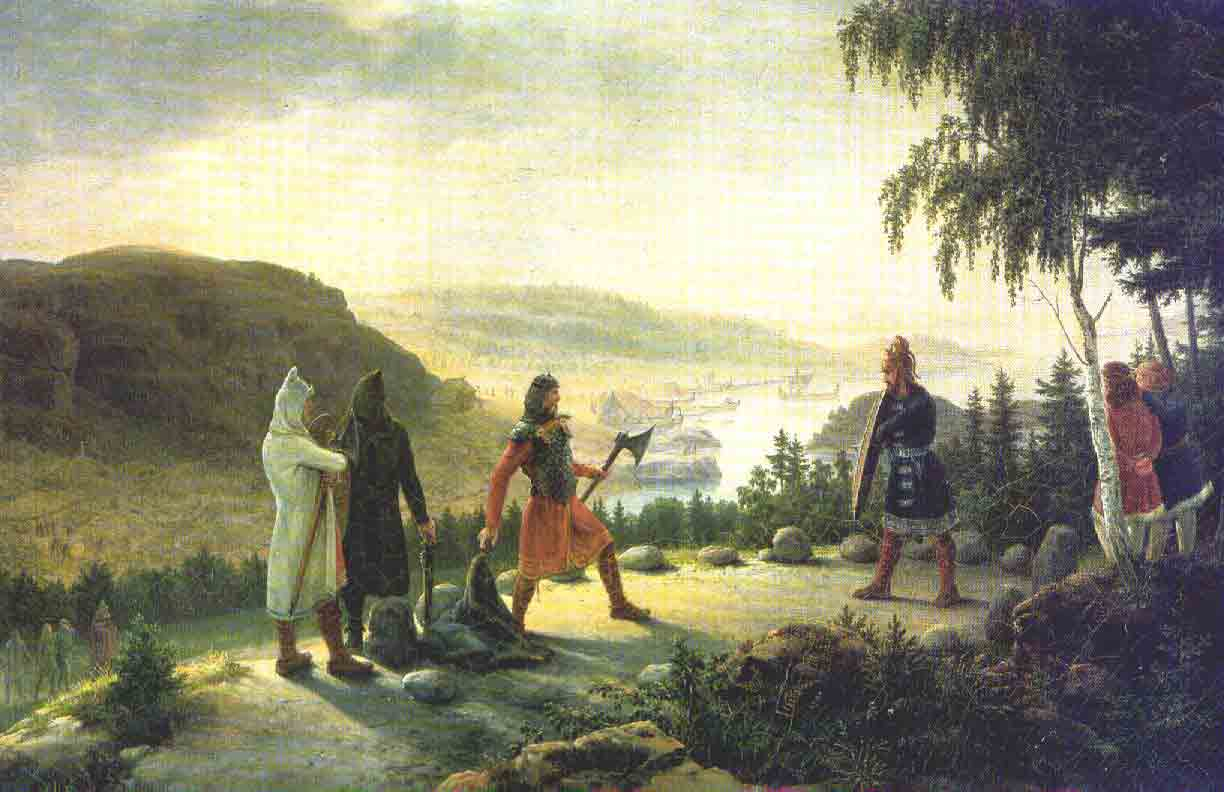
Egil Skallagrimsson går holmgång.

Holmgång (fornnordiska: hólmganga) var en typ av envig (tvekamp) eller duell i nordisk forntid på liv och död, och ett vedertaget sätt att lösa rättsliga tvister. Detta skulle vanligtvis äga rum på en holme (eller noga avgränsad yta), därav namnet.
Holmgångar nämns bland annat av Egil Skallagrimsson, och reglerades av Hednalagen.
Den som nekade en utmaning till holmgång kunde bli förklarad niding. Vinnaren kunde ibland ha rätt till förlorarens hustru och ägodelar. Enligt isländska sagor fanns krigare som reste runt och missbrukade rätten att utmana män på holmgång, för att besegra flera män och lägga beslag på allt vad denne ägde.
På Island förbjöds holmgång 1006 och i Danmark införde kung Harald Hen en bylag i slutet av 1070-italet som förbjöd holmgång. I stället skulle de stridande lägga fram orsaken till konflikten i en domstol.
I dag avser ordet en mycket hårdhänt eller blodig kamp.